# Sergueï Mikhaïlov
Sergueï Vladimirovitch Mikhaïlov (Сергей Владимирович Михайлов), né le 17 mars 1971 à Arkhangelsk,  est le onzième directeur général de l'agence de presse russe TASS (l'équivalent russe de l'agence France-Presse pour la France). Il a été nommé à ce poste en septembre 2012 et dirige cinq mille personnes.

## Carrière
Il termine la faculté d'information internationale de l'institut d'État des relations internationales de Moscou. En 1990-1991, il est président de l'Association des jeunes journalistes « OKON » et en 1992-1993 l'un des fondateurs et partenaires de l'agence de publicité Korporatsia Ya. De 1993 à 2004, il est fondateur et l'un des associés dirigeants de la société de relations publiques Mikhaïlov & Partners. De 2004 à 2006, il est conseiller du président et membre du conseil d'administration de la société nationale russe de chemin de fer RJD, directeur du service des relations publiques de la Compagnie des chemins de fer russes, ainsi que des départements de communication interne, corporate, et externe.
Il entre en 2002-2003 dans le palmarès des mille dirigeants de l'économie les plus influents de Russie lancé par le journal Kommersant et le premier en 2011 des dirigeants du monde la communication et de la publicité en Russie. Il est l'auteur de plus de deux cents articles.